# Messages (Apple)
Apples Messages (in der deutschsprachigen Betriebssystem-Version Nachrichten) ist eine Instant-Messaging- und SMS/MMS-Software von Apple. Sie ist in den Betriebssystemen macOS und iOS enthalten und mit Facetime integriert. Bis Mac OS X 10.7 hieß das Programm iChat.

## iOS-Version
Bei der Vorstellung des iPhone im Jahr 2007 war eine App namens Text vorinstalliert, das nur SMS versenden konnte. Mit iPhone OS 3 wurde es in Messages – in der deutschsprachigen Version Nachrichten – umbenannt und unterstützte nun auch MMS. Mit iOS 5 wurde der Kurznachrichtendienst iMessage eingeführt; seitdem ist die App auch auf dem iPod touch und dem iPad verfügbar.

## OS-X-Version
Im August 2002 wurde das Programm iChat als Bestandteil von Mac OS X 10.2 veröffentlicht. Es unterstützte zunächst nur die Protokolle Rendezvous (später „Bonjour“) und AIM. Im Jahr 2003 wurde das Programm um Audio- und Videochatfunktionen erweitert. In den folgenden Jahren wurde Unterstützung für die Protokolle XMPP, Google Talk und Yahoo Messenger hinzugefügt.
Im Betriebssystem OS X Mountain Lion wurde iChat in Messages („Nachrichten“) umbenannt und unterstützt seitdem auch iMessage. Bereits vor dem Erscheinen von Mountain Lion am 25. Juli 2012 war eine Beta-Version von Messages kostenlos auf Apples Homepage verfügbar.